# Krummholz
Krummholz is de benaming voor het kleine en kromme geboomte dat voorkomt nabij de boomgrens in de subalpiene zone en in subarctisch gebied. Door de natuurlijke omstandigheden in die gebieden worden ze gekenmerkt door struweel en dwergvormen van bomen. Deze kleine, misvormde groeivorm wordt voornamelijk veroorzaakt door klimaatfactoren, met name lage temperaturen en sterke, ijzige wind. Vaak kunnen de bomen er enkel overleven door rotsformaties of bescherming door sneeuw, waardoor het kleine Krummholz onderaan dikwijls dichtbegroeid is.
Een variant op de typische Krummholzvegetatie is de zogenaamde flag tree (letterlijk "vlaggenboom"). Bij dit type boom groeien er enkel takken aan de kant van de stam die uit de wind staat.

## Naam
De term Krummholz komt uit het Duits en betekent "kromhout". De hoogtezone waarin subalpiene 'Krummholz' voorkomt heet in het Duits ook wel de Krummholzzone.
Een alternatieve en eveneens uit het Duits stammende benaming is Knieholz ("kniehout"), naar de beperkte hoogte van de struiken en bomen. In de Canadese provincie Newfoundland en Labrador staat dit boomtype bekend als tuckamore.

## Galerij

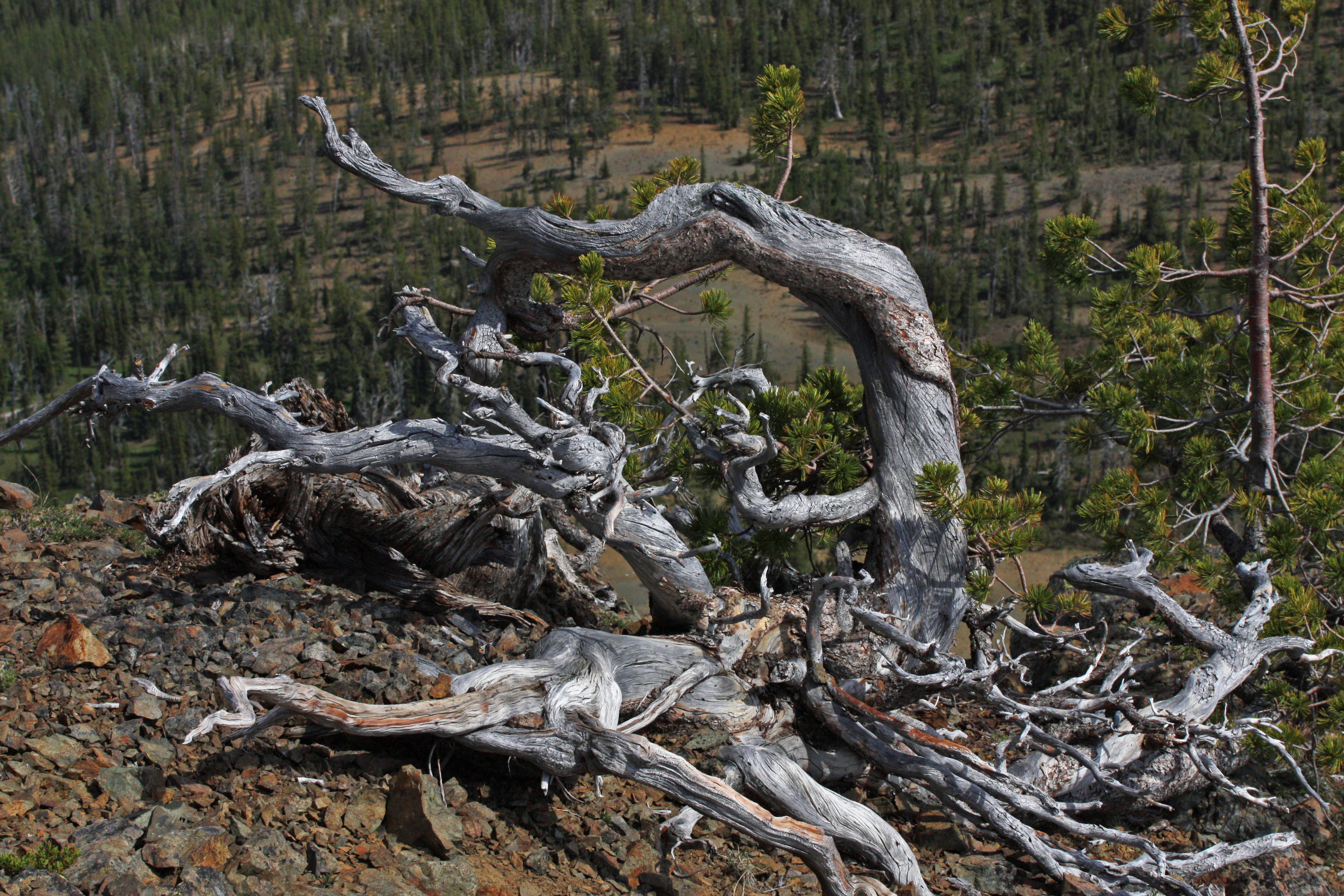
Een Krummholz asgrijze den in het Wenatchee National Forest in de Amerikaanse staat Washington
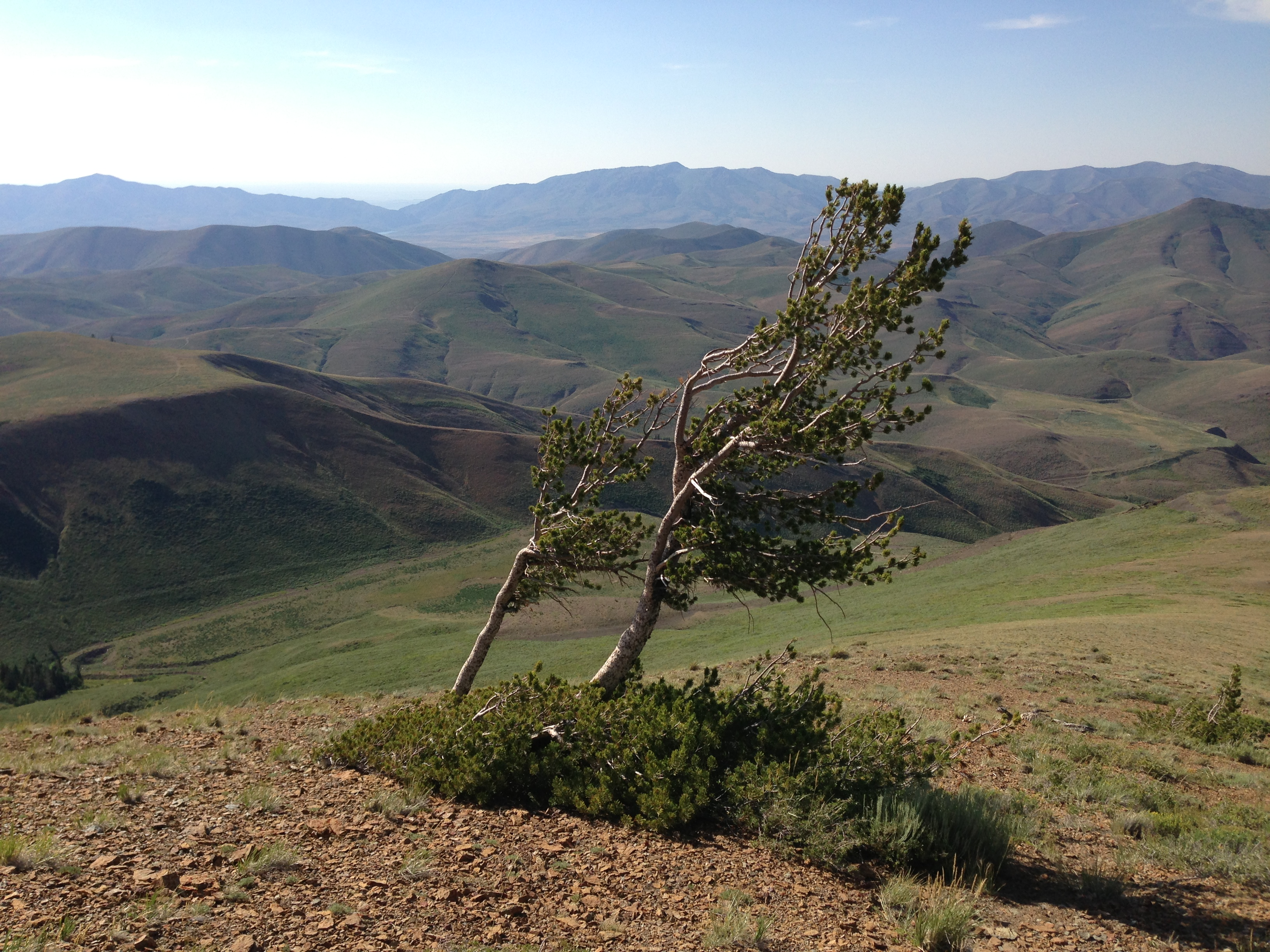
Enkele andere Krummholz asgrijze dennen in de Independence Mountains in de Amerikaanse staat Nevada
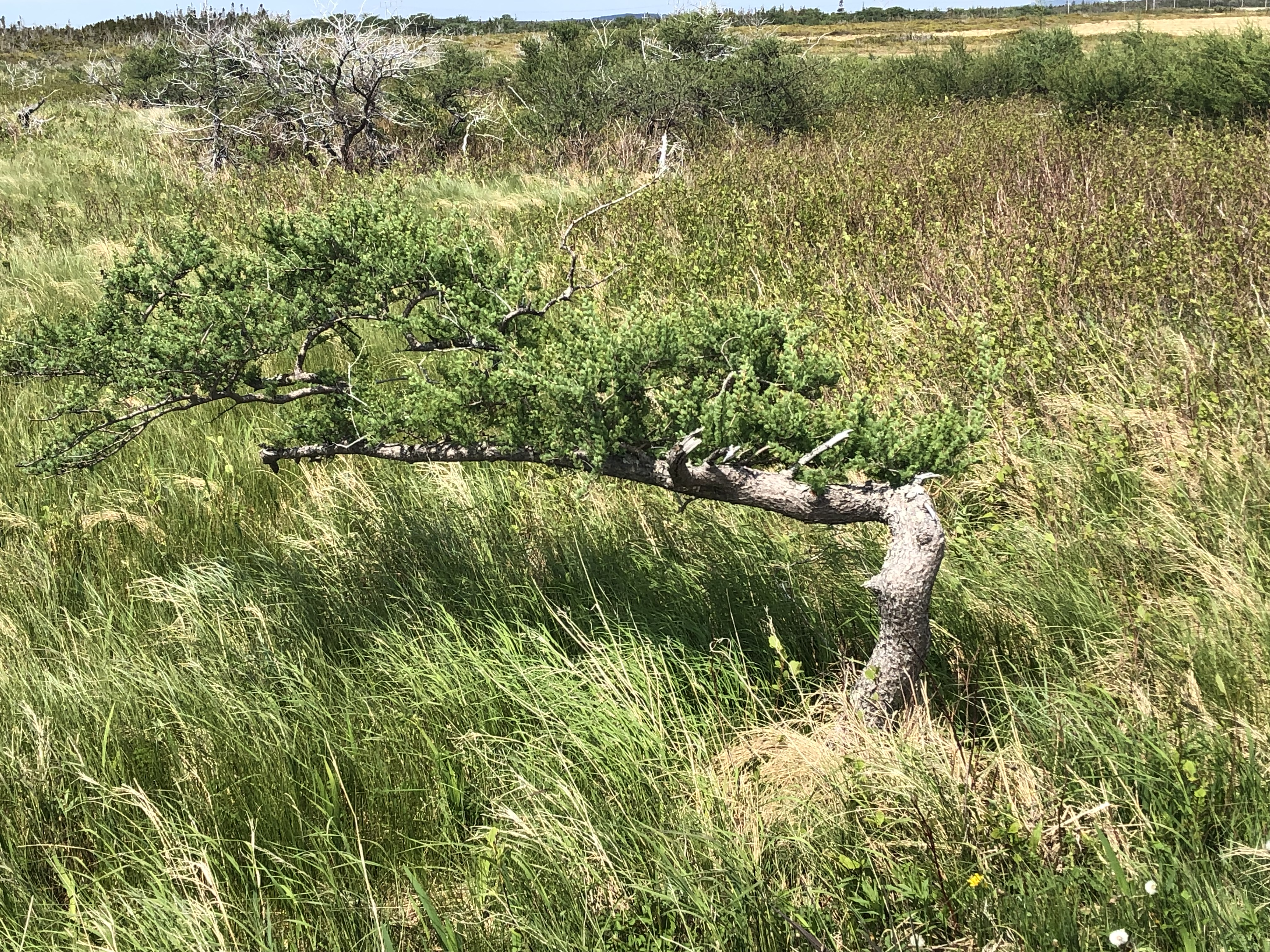
Een tuckamore in de kustvlakte tegenover de Western Brook Pond in het Nationaal Park Gros Morne te Newfoundland, Canada
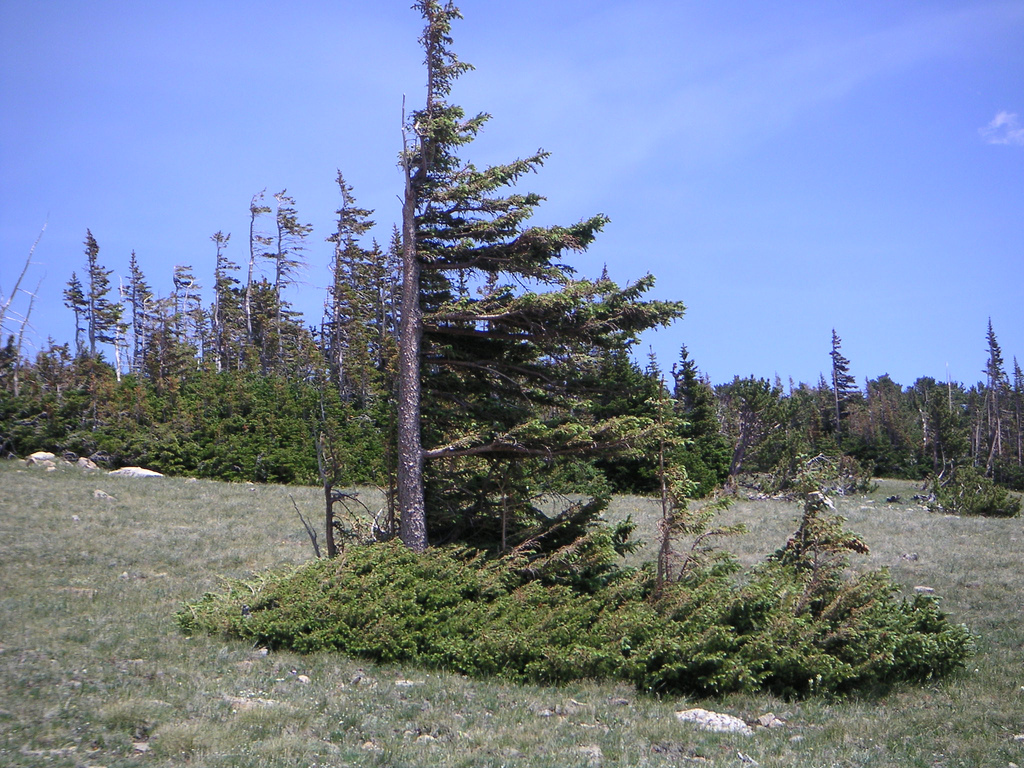
Een typische flag tree-spar in de Amerikaanse staat Colorado